# Résistance en Grèce pendant la Seconde Guerre mondiale
Seconde Guerre mondiale
Batailles
Batailles et opérations des campagnes d'Afrique, du Moyen-Orient et de Méditerranée
- Guerre du Désert
- Campagne d'Afrique de l'Est
- Campagne d'Afrique du Nord
- Bataille de la Méditerranée
- Bombardements italiens de la Palestine mandataire
- Bombardement du Bahreïn
- Campagne du Gabon
- Campagne des Balkans
- Guerre anglo-irakienne
- Campagne de Syrie
- Résistance en Grèce
- Opérations en Yougoslavie
- Opérations anti-partisans en Croatie
- Invasion anglo-soviétique de l'Iran
- Bataille de Madagascar
- Offensive de Belgrade
- Campagne d'Italie
- Résistance en Macédoine

Front d'Europe de l'Ouest

Front d'Europe de l'Est

Bataille de l'Atlantique

Guerre du Pacifique

Guerre sino-japonaise

Théâtre américain
La résistance en Grèce pendant la Seconde Guerre mondiale se développe après l'invasion du pays et durant son occupation entre 1941 et 1944 par les puissances de l'Axe. Le combat contre les occupants se double d'un conflit entre organisations de résistance, donc la plus puissante est l'EAM-ELAS dominée par le Parti communiste de Grèce. Le contexte grec débouche, après la libération du pays, à une situation politique explosive, qui dégénère en guerre civile en 1946. Le terme utilisé en grec pour désigner l'ensemble des mouvements de résistance grecs est Εθνική Αντίσταση (Résistance nationale).

## Contexte
En 1940, le royaume de Grèce subit une première attaque de la part de l'Italie. Les difficultés italiennes entraînent l'intervention de l'Allemagne nazie, aidée du royaume de Bulgarie. En avril 1941, la Grèce est occupée par l'Axe. Un gouvernement collaborateur, l'« État grec », est mis en place, tandis que le roi Georges II anime un gouvernement en exil à Londres et que les forces armées grecques rescapées de l'invasion combattent aux côtés des Alliés.

## Naissance de la résistance grecque
Dès avril 1941, les Allemands constatent l'hostilité de la population grecque à leur égard. Si la légende et l'existence même de l'evzone Konstantinos Koukidis qui, le 27 avril, se serait enveloppé du drapeau grec de l'Acropole pour se jeter dans le vide plutôt que de le rendre, est une invention patriotique, en revanche Manólis Glézos et Apóstolos Sántas ont bel et bien dérobé le drapeau nazi le 30 mai 1941 pour le remplacer par l'étendard grec, alors que la bataille de Crète était encore en cours.
Les premiers mouvements de résistance d'envergure se déclenchèrent dans le nord de la Grèce, quand la population se souleva contre la politique répressive de l'occupant bulgare. Dans la nuit du 28 au 29 septembre 1941, la population de Drama, en Macédoine-Orientale-et-Thrace, se souleva et fut brutalement réprimée par l'armée bulgare, qui procéda à trois mille exécutions de civils à Drama et Doxato. Des manifestations eurent lieu en plusieurs endroits de la Macédoine grecque pour protester contre l'annexion de la région par la Bulgarie ; à partir du mois d'octobre, des soulèvements armés de groupes d'Andartes (αντάρτες, soit rebelles) eurent lieu en Macédoine, provoquant des représailles allemandes. 488 civils furent exécutés.

## Les mouvements de résistance

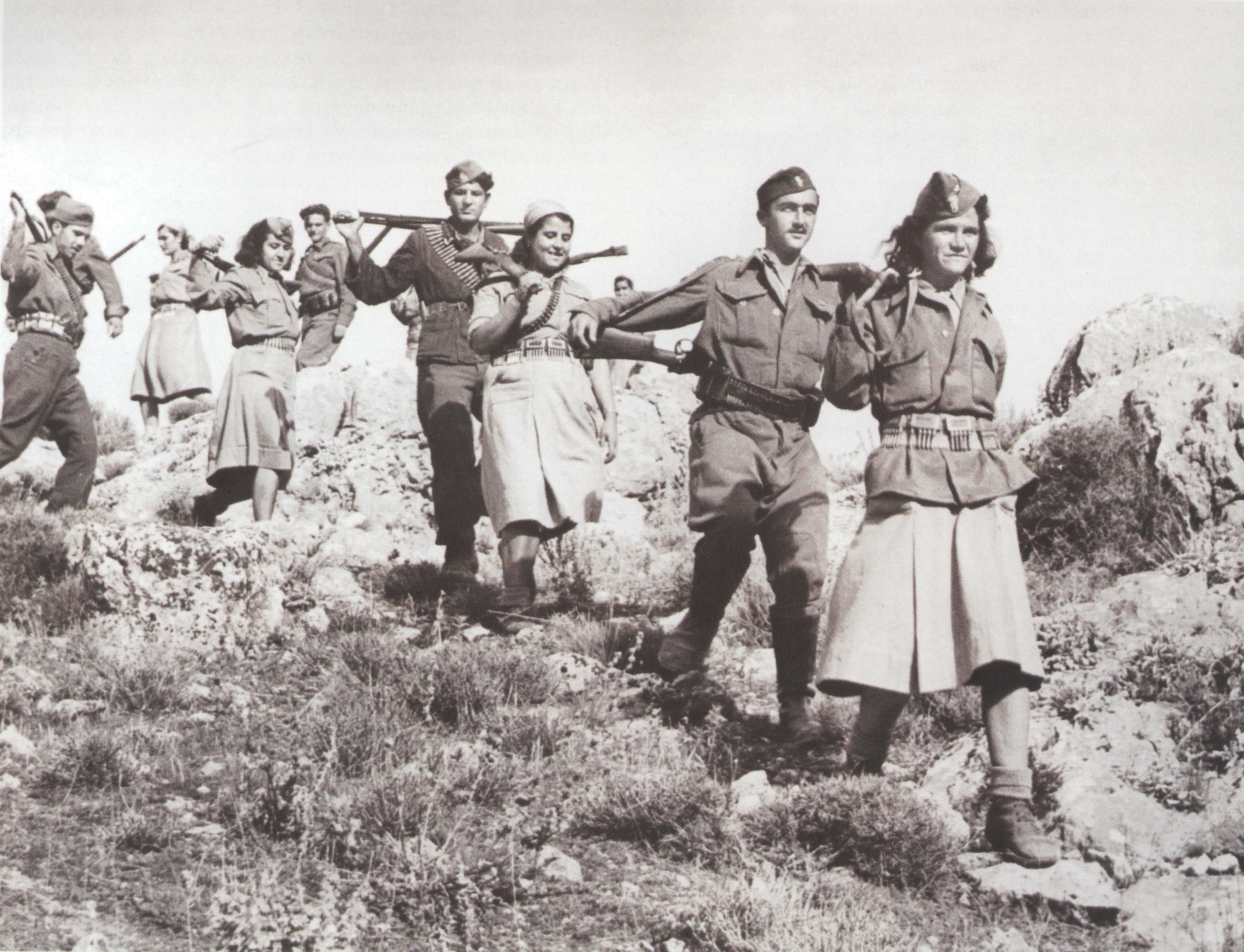
Guérilleros de l'ELAS.

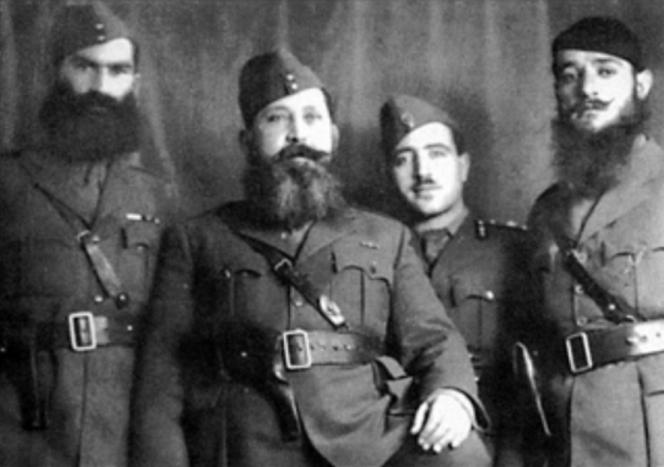
(deuxième en partant de la gauche), chef militaire de l'EDES.

Le gouvernement collaborateur grec ne disposant d'aucune légitimité et la classe dirigeante étant inactive ou exilée, la Grèce était dans une situation de vide politique. Plusieurs mouvements, de tendances opposées, virent le jour afin de poursuivre la résistance intérieure contre les occupants. EDES (Ligue nationale démocratique grecque), de tendance républicaine et vénizéliste, apparaît en automne 1941. Elle est dirigée sur le plan militaire par l'obscur colonel Napoleon Zervas (en), et a pour chef officiel le général républicain Nikólaos Plastíras, alors exilé. Le Parti communiste de Grèce (KKE) entra également en résistance en formant une organisation paramilitaire, l'OPLA (Groupe de Protection du Combat Populaire). Le 27 septembre 1941, le KKE fonda le Front de Libération Nationale (grec : Εθνικό Απελευθερωτικό Μέτωπο, Ethniko Apeleftherotiko Metopo, ou EAM), qui étendit ses actions dans l'automne à travers le pays, en formant des « comités populaires ». Le Front de Libération Nationale Macédonien, de tendance communiste, était actif en Macédoine-Occidentale. Le mouvement Libération nationale et sociale (Εθνική και Κοινωνική Απελευθέρωσις, Ethniki Kai Koinoniki Apeleftherosis, en abrégé EKKA) fut fondé dans le centre du pays par le colonel Dimítrios Psarrós.
Les maquis grecs se développèrent progressivement dans les régions montagneuses, hors de portée du gouvernement d'Athènes : dans le courant de l'année 1942, les différents mouvements de résistance avaient pu solidement établir leur mainmise sur une partie des campagnes grecques.

## Lutte armée et reconquête de territoires
En février 1942, le comité central de l'EAM fonda officiellement une branche armée, l'Armée populaire de libération nationale grecque (Ελληνικός Λαϊκός Απελευθερωτικός Στρατός, Ellinikos Laïkos Apeleftherotikos Stratos, soit en abrégé ELAS) qui, placée sous le commandement d'Áris Velouchiótis, agit dans les montagnes du centre du pays. La résistance communiste fut dès lors désignée du nom collectif d'EAM-ELAS. En juillet de la même année, Napoleon Zervas fonda la branche armée de l'EDES, les Groupes grecs de combattants nationaux (Ethnikes Omades Ellinon Antarton, ou EOEA), qui commencèrent à opérer dans la Nome d'Étolie-Acarnanie. L'EKKA passa également à l'action militaire.
Les occupants durent bientôt compter avec l'activité grandissante des groupes de résistants armés, notamment les Italiens, qui subirent des attaques répétées de la part de l'EAM-ELAS. Les agents britanniques présents en Grèce apportèrent leur aide aux résistants grecs. Dans la nuit du 24 au 25 novembre 1942, l'ELAS et l'EDES, aidés par des agents Britanniques, agirent en commun pour faire sauter la voie ferrée Thessalonique-Athènes sur le viaduc de Gorgopótamos. Cette action fut l'une des dernières menées en commun par les deux mouvements de résistance, qui entrèrent bientôt en conflit. En mai 1943, l'EAM-ELAS, l'EDES et l'EKKA parvinrent néanmoins à un accord de principe, et proclamèrent leur volonté de coopérer, se mettant nominalement sous le commandement du Middle East Command, dirigé en Égypte par Henry Maitland Wilson, et auquel participaient les troupes grecques fidèles au roi.
Aux sabotages et aux actions de guérilla contre les Italiens succédèrent bientôt de véritables batailles rangées. À l'été 1943, plusieurs villes, comme Kardítsa, Grevená ou Métsovo, étaient aux mains des résistants. Un territoire de 30 000 km2, allant de la Mer Ionienne à la Mer Égée, fut progressivement libéré des occupants.
La résistance grecque comptait alors entre 20 000 et 30 000 combattants, l'EAM-ELAS étant le mouvement le plus puissant et le mieux structuré. L'EDES était surtout actif dans la région de l'Épire.

## Retrait italien et prise de contrôle par les Allemands
En septembre 1943, l'Italie capitula : la plupart des troupes italiennes présentes en Grèce furent désarmées par les Allemands, mais une partie de leur armement tomba entre les mains des résistants. Les Allemands prirent le contrôle des zones d'occupation italiennes et menèrent contre la résistance des opérations de répression particulièrement meurtrières, brûlant et massacrant des villages entiers.

## Conflit ouvert entre les résistants
Quelques mois à peine après leur accord de coopération, les groupes de résistance commencèrent à s'affronter. L'EAM-ELAS se considérait comme le seul véritable groupe de résistance, tandis que l'EDES ne faisait aucune confiance aux communistes.  Les Allemands et le gouvernement collaborateur grec menèrent des opérations de répression en priorité contre les communistes. Le Royaume-Uni et le gouvernement en exil du roi Georges II commencèrent à craindre une prise de pouvoir des communistes en Grèce. Le gouvernement britannique décide alors d'affaiblir l'influence de l’EAM hors des frontières grecques en renvoyant ses représentants auprès du gouvernement en exil, tout en traçant l’esquisse de ce qui sera le plan Manna : l’envoi d’un corps expéditionnaire en Grèce lors du retrait des troupes allemandes. Les agents britanniques déployés en Grèce reçoivent pour mission de nuire à l’ELAS. Ils tentent de recruter ses partisans en leur proposant de l'argent, financent les petites organisations concurrentes, y compris certaines « nationalistes » versant parfois dans la collaboration avec l'occupant nazi.
En février 1944, un cessez-le-feu entre l'EDES et l'EAM-ELAS est adopté. En mars, les communistes mirent sur pied leur propre gouvernement, le Comité politique de libération nationale (Politiki Epitropi Ethnikis Apeleftherosis, ou PEEA, dit également Gouvernement des montagnes, Κυβέρνηση του βουνού) : ce gouvernement rival comptait une majorité de membres non-communistes, mais était dans les faits contrôlé par l'EAM. Le 17 avril 1944, l'EAM-ELAS s'attaqua à l'EKKA, capturant le colonel Psarrós, qui fut ensuite exécuté avec un certain nombre de ses hommes : cet acte radicalisa immédiatement le conflit entre communistes et non-communistes. 
À la fin d'avril, les communistes suscitent une mutinerie parmi les troupes grecques libres stationnées en Égypte. Le gouvernement en exil, désormais dirigé par Geórgios Papandréou, organise près de Beyrouth avec l'aide des Britanniques, du 17 au 20 mai 1944, une conférence dite « du Liban » avec les différentes organisations de résistance : un accord est trouvé, mais à l'été 1944, les leaders communistes présents en Grèce refusent ensuite le texte pourtant signé par leurs représentants. Il est alors de plus en plus apparent que les Allemands vont se retirer de Grèce. Les négociations reprennent pour trouver un nouvel accord: le 26 septembre, l'EDES et l'EAM-ELAS, ainsi que le gouvernement grec en exil, acceptent de placer leurs troupes sous le commandement du lieutenant-général britannique Ronald Scobie. Cinq postes gouvernementaux sont accordés aux communistes en échange de leur intégration dans les troupes alliées.

## Libération de la Grèce et début de la guerre civile
À la mi-octobre 1944, les Allemands commencèrent à évacuer la Grèce, alors que les troupes alliées débarquaient. La situation politique fut rapidement très tendue, le gouvernement d'union nationale de Papandréou étant en position de faiblesse : les Britanniques réclamèrent le désarmement de la guérilla grecque, que le gouvernement décréta le 1er décembre, excluant par ailleurs d'intégrer les combattants de l'EAM-ELAS à l'armée nationale grecque. Le 2 décembre, les six ministres EAM du gouvernement Papandréou démissionnèrent en signe de protestation. Le 3 décembre, la police grecque tira sur des manifestants communistes. Le 4 décembre, Papandréou lui-même démissionna, tandis que les « réservistes » de l'ELAS passaient à l'offensive à Athènes, attaquant les postes de police. Une série de batailles rangées opposa les communistes aux Britanniques et à l'EDES. L'EAM-ELAS remporta la victoire sur ses adversaires de l'EDES, mais les Britanniques repassèrent à l'offensive à Athènes et au Pirée, où les communistes capitulèrent à la mi-janvier. Le 31 décembre 1944, monseigneur Damaskinos prit ses fonctions comme régent du royaume de Grèce, en attendant qu'un plébiscite puisse avoir lieu sur le maintien ou non de la monarchie. Nikólaos Plastíras prit la tête du gouvernement le 3 janvier. La situation politique grecque demeurait au bord de la rupture, et la guerre civile grecque allait se poursuivre jusqu'en 1949.